# جزء التقييد
جزء التقييد هو جزء الحمض النووي الناتج عن قطع حبلا الحمض النووي من قبل إنزيم تقييد (endonucleases تقييد)، وهي عملية تسمى تقييد. كل إنزيم تقييد محدد للغاية، مع التعرف على تسلسل الحمض النووي القصير، أو موقع التقييد، وقطع كل من خيوط الحمض النووي في نقاط محددة داخل هذا الموقع. معظم المواقع تقييد palindromic، (تسلسل النيوكليوتيدات هو نفسه على كلا الخيوط عند قراءة في اتجاه 5 'إلى 3' من كل حبلا)، وهي أربعة إلى ثمانية النيوكليوتيدات طويلة. يتم إجراء العديد من التخفيضات بواسطة إنزيم تقييد واحد بسبب تكرار فرصة هذه التسلسلات في جزيء الحمض النووي الطويل ، مما يؤدي إلى مجموعة من شظايا القيد. سوف جزيء الحمض النووي معينة تسفر دائما نفس المجموعة من شظايا تقييد عندما يتعرض لنفس الانزيم تقييد. يمكن تحليل شظايا القيود باستخدام تقنيات مثل الكهرباء هلام أو استخدامها في تكنولوجيا الحمض النووي المؤتلف.

## التطبيقات

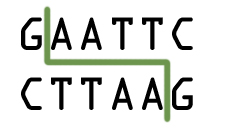
توضيح من نموذجي تقييد انزيم الانقسام.

في تكنولوجيا الحمض النووي المؤتلف، يتم استخدام إصدارات محددة من endonucses تقييد من شأنها عزل جين معين وشق العمود الفقري فوسفات السكر في نقاط مختلفة (الاحتفاظ بالتماثل)، بحيث شظايا تقييد مزدوجة تقطعت بهم السبل لها نهايات واحدة تقطعت بهم السبل. هذه التمديدات القصيرة، تسمى نهايات لزجة، يمكن أن تشكل أزواج قاعدة المستعبدين الهيدروجين مع نهايات لزجة تكميلية على أي قطع الحمض النووي الأخرى مع نفس الانزيم (مثل البلازميد البكتيرية).
في agarose جل electrophoresis، شظايا تقييد تسفر عن نمط الفرقة مميزة لجزيء الحمض النووي الأصلي وانزيم تقييد المستخدمة، على سبيل المثال جزيئات الحمض النووي صغيرة نسبيا من الفيروسات وplsmids يمكن تحديدها ببساطة من خلال أنماطها جزء تقييد. إذا كانت الاختلافات النوكليوتيد من اثنين من الأليليس المختلفة تحدث داخل موقع تقييد إنزيم تقييد معين، هضم شرائح من الحمض النووي من الأفراد مع أليل مختلفة لهذا الجين خاصة مع أنزيم إنتاج شظايا مختلفة، وأنه سوف كل إنتاج أنماط الفرقة المختلفة في جل electrophoresis.